# Baeocera karamea
Baeocera karamea – gatunek chrząszcza z rodziny kusakowatych, podrodziny łodzikowatych i plemienia Scaphisomatini.
Gatunek ten opisany został w 2003 roku przez Ivana Löbla i Richarda A.B. Leschena.
Chrząszcz o silnie wypukłym z wierzchu ciele długości od 1,5 do 1,55 mm, barwy rudobrązowej z jaśniejszymi końcem odwłoka, czułkami i odnóżami. Jedenasty człon czułków jest umiarkowanie wydłużony. Jedenasty człon czułków jest umiarkowanie wydłużony. Rzędy przyszwowe na pokrywach są krótkie i sięgają do ich wierzchołkowej ¼. Rzędy epipleuralne pokryw są wyraźnie zaznaczone. Tylna para skrzydeł jest silnie zredukowana. Epimeryty śródtułowia są pozbawione linii mezepimeralnych. Zapiersie (metawentryt) jest po bokach grubo punktowane. Odnóża mają golenie tęgie u nasady; te u nóg tylnych są co najwyżej nieco pogrubione ku wierzchołkom. Samiec ma wydłużony gonokoksyt z wierzchołkowym stylusem. Jego edeagus cechuje dłuższa od wyrostka wierzchołkowego nabrzmiała część nasadowa, obecność bardzo delikatnych i łuskowatych struktur w woreczku wewnętrznym oraz szerokie, długie flagellum. Guide-sclerite jest silnie zesklerotyzwany, łukowaty, bardzo krótki i nie sięga połowy flagellum. Paramery są wyraźnie faliste.
Owad endemiczny dla Nowej Zelandii, znany tylko z Karamea Bluff w regionie Nelson, w północno-zachodniej części Wyspy Południowej.